# Cotarelos
Se llaman cotarelos a unos herejes que vendían su brazo y su vida para servir de instrumento a las pasiones sanguinarias de los petrobrusianos y albigenses: también se les daba el nombre de cátaros, correos y ruteros. 
Ejercieron sus tropelías y desmanes en el Languedoc y en la Gascuña bajo el reinado de Luis VII a fines del siglo XII. El pontífice Alejandro III los excomulgó. Concedió indulgencias a los que los combatiesen y prohibió con censuras protegerlos o encubrirlos. Se dice que más de siete mil fueron exterminados en el Berry. Algunos censores han vituperado esta conducta del papa como contraria al espíritu del cristianismo y dicen que consultado San Agustín por los jueces civiles acerca de lo que debía hacerse con los circunceliones, respondió: 

Hemos preguntado sobre esto a los santos mártires y hemos oído salir de su sepulcro una voz, que nos advertía pidiésemos a Dios por la conversión da nuestros enemigos y le dejasemos el cuidado de la venganza